# فيجا دي باس
بلدية فيجا دي باس (بالإسبانية: Vega de Pas)‏، هي إحدى بلديات منطقة كانتابريا, المصنفة على أنها مقاطعة أيضاً، في شمال إسبانيا.
يبلغ عدد سكانها 1.008 نسمة وفقاً لإحصائية سنة (2002).